# Енді Поло
Енді По́ло (ісп. Andy Polo; нар. 29 вересня 1994, Ліма) — перуанський футболіст, нападник клубу «Універсітаріо де Депортес» та національної збірну Перу.

## Клубна кар'єра
Народився 29 вересня 1994 року в місті Ліма. Вихованець юнацької команди «Універсітаріо де Депортес». 23 квітня 2011 року в матчі проти «Альянса Атлетіко» Енді дебютував за основну команду у віці 16 років. 7 травня в поєдинку проти «С'єнсіано» Поло забив свій перший гол. За дуже короткий проміжок часу він завоював місце в основному складі «Універсітаріо».
В середині сезону Поло був обраний тренером для виступу за молодіжну команду клубу на молодіжному Кубку Лібертадорес. Енді став найкращим бомбардиром команди на турнірі і допоміг команді завоювати трофей, яка обіграла у фіналі «Бока Хуніорс».
1 вересня 2011 року в матчі проти «Депортіво Ансоатегі» Поло дебютував у Кубку Лібертадорес. У день свого 17-річчя, в поєдинку проти «Годой Крус», Енді віддав гольову передачу і був визнаний найкращим футболістом зустрічі. У матчі 21 жовтня Поло забив гол наприкінці зустрічі і допоміг команді в серії пенальті здолати «Годой».
31 січня 2014 року Поло підписав контракт з італійським «Інтернаціонале». Для отримання ігрової практики він відразу ж був відданий в оренду в колумбійський «Мільйонаріос». У 2015 році «Інтер» знову відправив Поло в оренду, на цей раз новою командою, став його рідний «Універсітаріо», за який він виступав наступні два сезони.
На початку 2017 року Поло перейшов у мексиканський «Монаркас», де провів один сезон, після чого у січні 2018 року на правах оренди перейшов у американський «Портланд Тімберс». 5 березня у матчі проти «Лос-Анджелес Гелаксі» він дебютував у MLS. Станом на 30 грудня 2018 року відіграв за команду з Портланда 23 матчі в національному чемпіонаті. Наприкінці 2018 року підписав повноцінний контракт з американським клубом. 9 лютого 2022 року сторони домовились про припинення контракту.
У березні 2022 Енді повернувся до складу своєї першої команди «Універсітаріо де Депортес».

## Виступи за збірні
2011 року у складі юнацької збірної Перу до 17 років, взяв участь у юнацькому чемпіонаті Південної Америки в Еквадорі. На турнірі він зіграв у всіх чотирьох матчах, а в поєдинках проти Аргентини, Еквадору та Уругваю Поло забив по голу, втім його збірна не вийшла з групи.
Протягом 2011—2013 років залучався до складу молодіжної збірної Перу і був учасником молодіжного чемпіонату Південної Америки 2013 у Аргентині, на якому зіграв у 4 матчах і забив гол у грі проти Еквадору. Перуанці зайняли п'яте місце на турнірі і не кваліфікувавлись на чемпіонат світу.
30 березня 2016 року в відбірковому матчі до чемпіонату світу 2018 року проти збірної Уругваю Енді дебютував за збірну Перу. А вже влітку того ж року поїхав з командою на Кубок Америки 2016 року у США, де зіграв в усіх чотирьох матчах своєї команди.
Згодом у складі збірної був учасником чемпіонату світу 2018 року у Росії.
Наразі провів у формі головної команди країни 52 матчі, забивши 1 гол.

## Титули і досягнення
- Срібний призер Кубка Америки: 2019